# 吳志綰
吳志綰（?—?），福建連江縣人，清朝政治人物。
乾隆十三年（1748年）戊辰科進士，擔任廣西桂平縣知县。